# Aegus rondoni
Aegus rondoni es una especie de coleóptero de la familia Lucanidae.

## Distribución geográfica
Habita en Laos.